# Бечино
Бечино (пол. Bieczyno, нім. Hagenow) — село в Польщі, у гміні Тшеб'ятув Ґрифицького повіту Західнопоморського воєводства.
Населення — 202 особи (2011).
У 1975-1998 роках село належало до Щецинського воєводства.

## Демографія
Демографічна структура станом на 31 березня 2011 року:
|          | Загалом | Допрацездатний вік | Працездатний вік | Постпрацездатний вік |
| -------- | ------- | ------------------ | ---------------- | -------------------- |
| Чоловіки | 97      | 25                 | 66               | 6                    |
| Жінки    | 105     | 30                 | 58               | 17                   |
| Разом    | 202     | 55                 | 124              | 23                   |